# Beverley
Beverley är en stad och civil parish i kommunen East Riding of Yorkshire i England. Staden är kommunens administrativa huvudort och ligger cirka 13 kilometer nordväst om Kingston upon Hull samt cirka 45 kilometer sydost om York. Tätorten (built-up area) hade 30 587 invånare vid folkräkningen år 2011. Beverley nämndes i Domedagsboken (Domesday Book) år 1086, och kallades då Beureli.
Beverley växte upp kring ett kloster omkring 700. Bland dess byggnader märks särskilt dess kyrka Beverley Minster, uppkallad efter biskop John av Beverley, död 721, 102 meter lång, vars äldsta delar härrör från början av 1200-talet. Den restaurerades på mitten av 1800-talet. Idag utgör Beverley biskopssäte för en av suffraganbiskoparna i Yorks stift av Engelska kyrkan.
I staden finns Beverley Grammar School. Staden var historiskt tämligen betydande och hade redan på 1300-talet 5 000 invånare.

## Kända personer från Beverley
- Ken Annakin, filmregissör
- John Fisher, biskop, kardinal och martyr
- Paul Robinson, fotbollsspelare